# Flaminio (Rom)

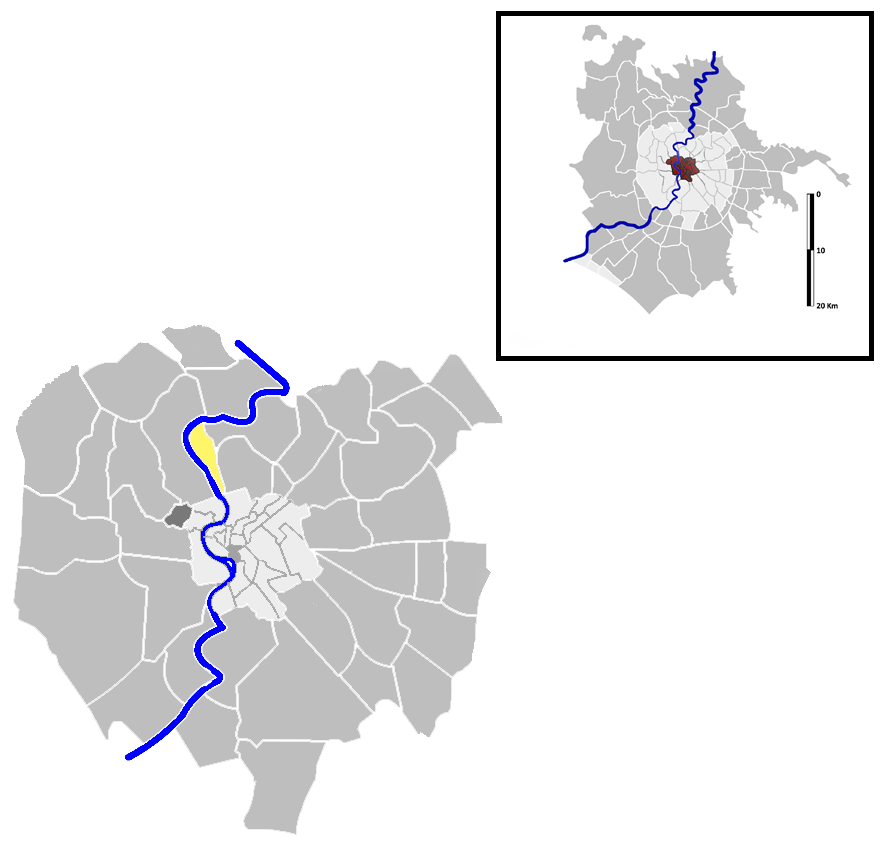
Lage von Flaminio in Rom

Flaminio ist ein Quartier im Norden der italienischen Hauptstadt Rom. Der Name leitet sich von der Via Flaminia ab. Das Quartier wird mit Q.I bezeichnet, ist Teil des Municipio II und hat 13.018 Einwohner sowie eine Fläche von 1,1877 km².
Es bildet die mit dem Code 2.c bezeichnete «zone urbanistiche» mit 13.491 Einwohnern im Jahr 2010.

## Geschichte
Flaminio ist einer der ersten 15 Bezirke, die 1911 in Rom gegründet und 1921 offiziell anerkannt wurden.

## Besondere Orte
- Via Flaminia
- Villa Borghese
- Santa Croce in via Flaminia
- Sant’Andrea in Via Flaminia
- Oratorium Sant’Andrea a Ponte Milvio
- MAXXI – Museo nazionale delle arti del XXI secolo
- Stadio Flaminio